# Syngnathus safina
Syngnathus safina — вид морських іглиць, що мешкає в західній частині Індійського океану, в Акабській затоці. Морська тропічна демерсальна риба.